# Leopold Czejka
Leopold Czejka, auch Cejka (* 14. November 1903 in Schwechat, Österreich-Ungarn; † 30. April 1945 bei Berlin, Deutsches Reich), war ein österreichischer Fußballspieler, der während der Zeit des Wunderteams im Nationalteam zum Einsatz kam.

## Vereinskarriere
Czejka begann seine Karriere in der Verteidigung des Zweitligisten Germania Schwechat, wo er ab 1921 regelmäßig zum Einsatz kam. In seiner ersten vollen Saison kämpfte die Germania lange um den Aufstieg und musste sich schließlich dem punktegleichen Wiener AC nur knapp geschlagen geben. Durch den Abgang einiger Stammkräfte konnte der Verein in den folgenden Jahren jedoch keine führende Rolle in der Liga mehr spielen und Czejka wechselte 1925 zum SK Rapid Wien.
Dort bildete er zunächst mit Franz Solil die Backreihe, wurde jedoch im Laufe der Saison vom ebenfalls neu zum Verein gekommenen Roman Schramseis verdrängt. Einen seiner wenigen Einsätze im Jahr 1927 hatte er ausgerechnet im Finalhinspiel des Mitropacups, als Rapid gegen Sparta Prag mit 2:6 unterging. Erst im Laufe der Saison 1928/29 konnte er sich einen Stammplatz neben Schramseis sichern und am Ende seinen ersten Meistertitel feiern. 1930 folgte ein zweiter Titel und im darauf folgenden Mitropacupbewerb erreichte er mit seinem Verein das Finale, wo Sparta Prag diesmal mit einem Gesamtscore von 4:3 besiegt wurde.
Später spielte Czejka häufig neben Karl Jestrab, so auch beim Meistertitel 1935, die Anzahl seiner Einsätze nahm jedoch ab und so verließ er Anfang 1937 den Verein und beendete seine Erstligakarriere beim FC Wien. Danach kehrte er in seine Heimatstadt zurück und spielte noch bei ASK/Phönix Schwechat.

## Nationalmannschaft
Czejka erhielt seine erste Einberufung in die Nationalmannschaft im November 1930, als er bei einem Spiel gegen Schweden gemeinsam mit Roman Schramseis die Verteidigung bildete. Dasselbe Defensivduo lief auch im Juni 1931 bei einem Repräsentativspiel gegen die Schweiz auf, welches mit 2:0 endete und vom ÖFB in den 1970er Jahren zu einem offiziellen Länderspiel erklärt wurde. Damit scheint Czejka in den heutigen Statistiken als Nationalspieler der Wunderteamära auf.

## Erfolge
- 1× Mitropacup: 1930
- 1× Mitropacupfinale: 1927
- 3× österreichischer Meister: 1929, 1930, 1935
- 2 Spiele für die österreichische Fußballnationalmannschaft: 1930–1931

| Personendaten    | Personendaten                   |
| ---------------- | ------------------------------- |
| NAME             | Czejka, Leopold                 |
| ALTERNATIVNAMEN  | Cejka, Leopold                  |
| KURZBESCHREIBUNG | österreichischer Fußballspieler |
| GEBURTSDATUM     | 14. November 1903               |
| GEBURTSORT       | Schwechat, Österreich-Ungarn    |
| STERBEDATUM      | 30. April 1945                  |
| STERBEORT        | bei Berlin, Deutsches Reich     |